# Twierdza Fredriksten
Twierdza Fredriksten (norw. Fredriksten Festning) – twierdza w Halden w południowej Norwegii.

## Historia
Zamek został zbudowany w drugiej połowie XVII wieku w celu zabezpieczenia wschodniej granicy Królestwa Danii i Norwegii ze Szwecją. Król Danii i Norwegii Fryderyk III sprowadził holenderskich architektów w celu zbudowania fortecy która miała się oprzeć naporowi wojsk szwedzkich.
Jesienią 1718 roku król szwedzki Karol XII zebrał armię 60 tys. żołnierzy i zaatakował Norwegię. Jedną z pierwszych przeszkód było Fredriksten, gdzie 30 listopada 1718 roku podczas oblężenia król został śmiertelnie postrzelony w głowę przez jednego z obrońców twierdzy.

## Galeria

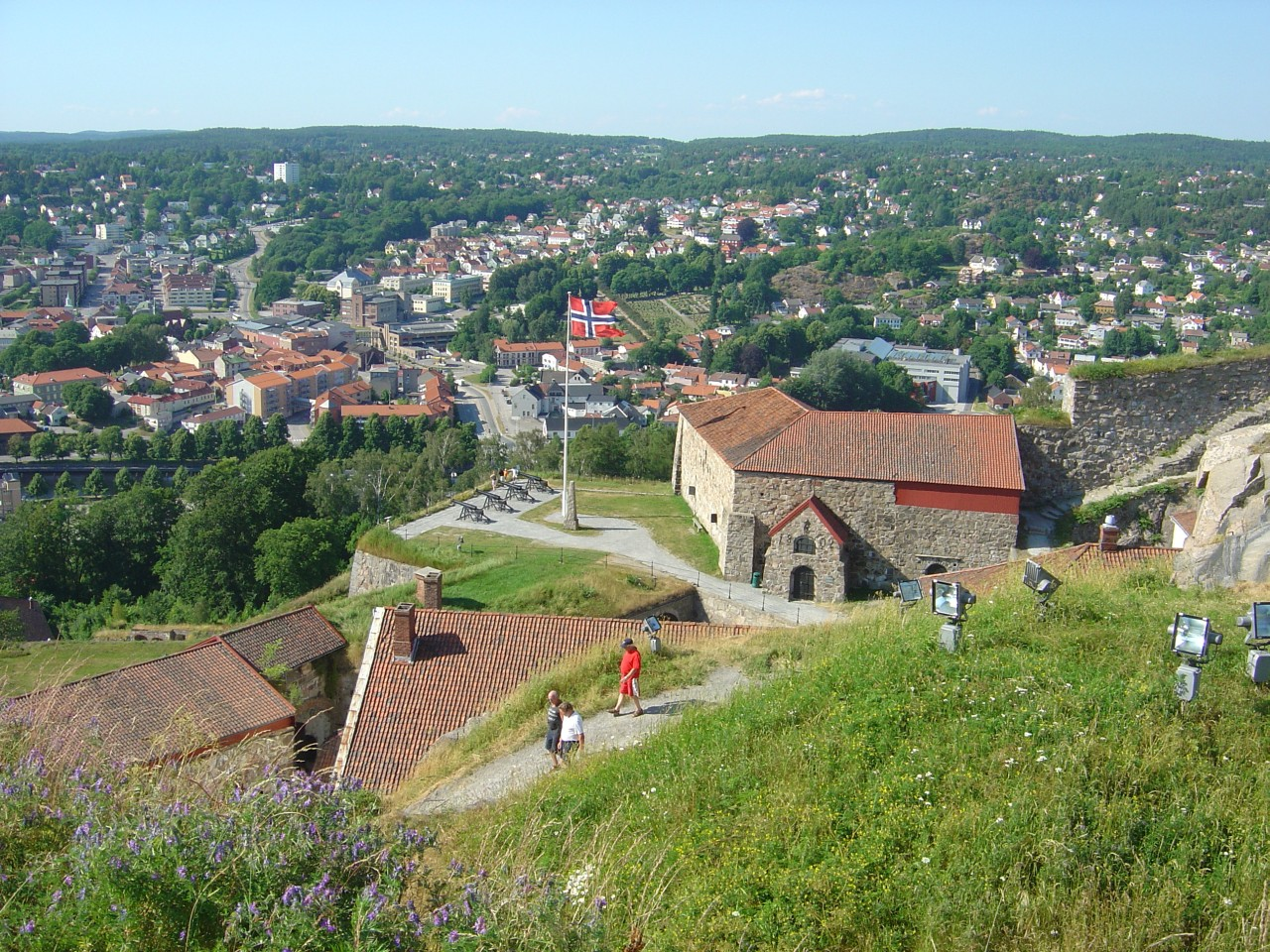
Widok z twierdzy w kierunku miasta Halden
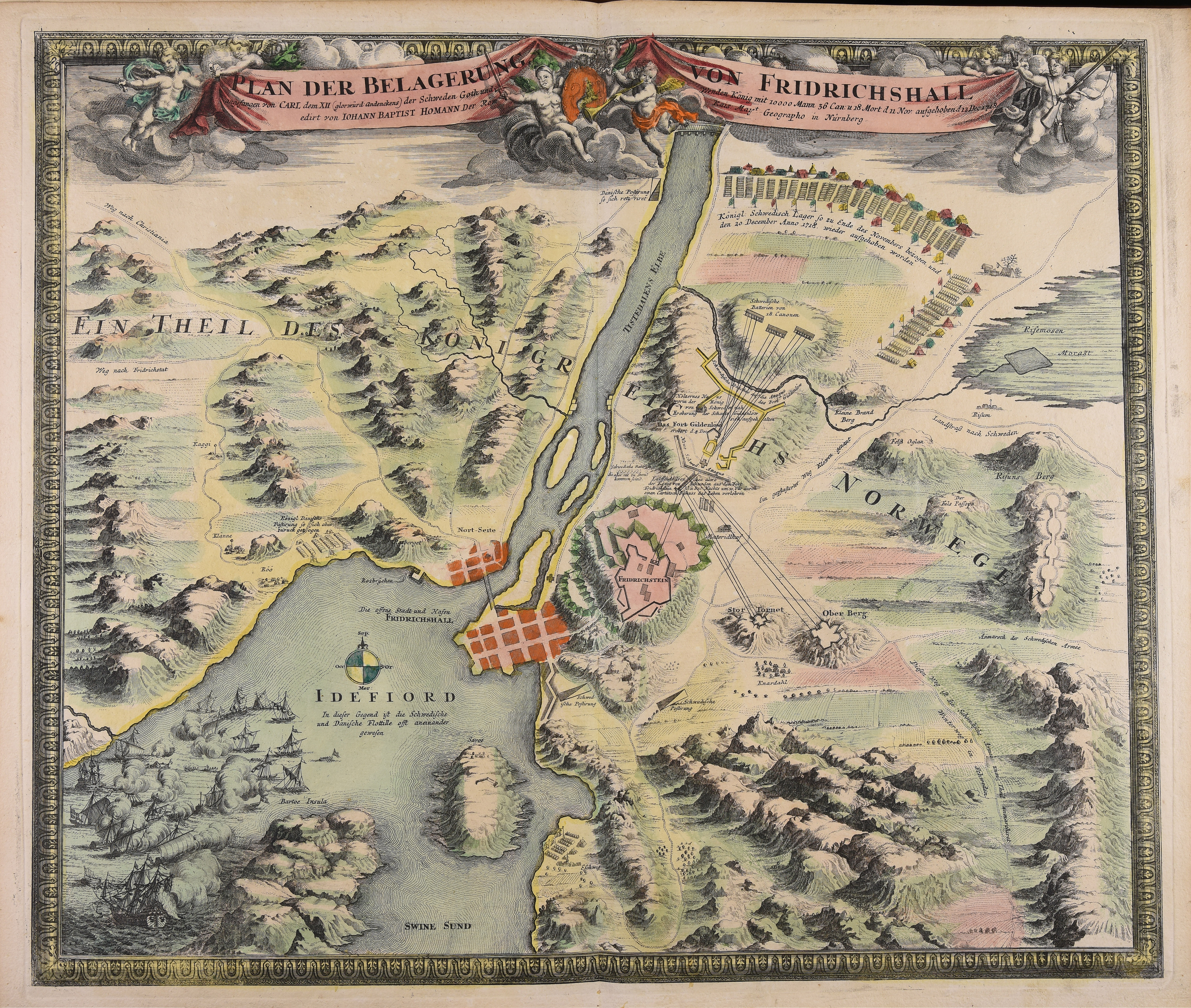
Plan twierdzy (około 1718)
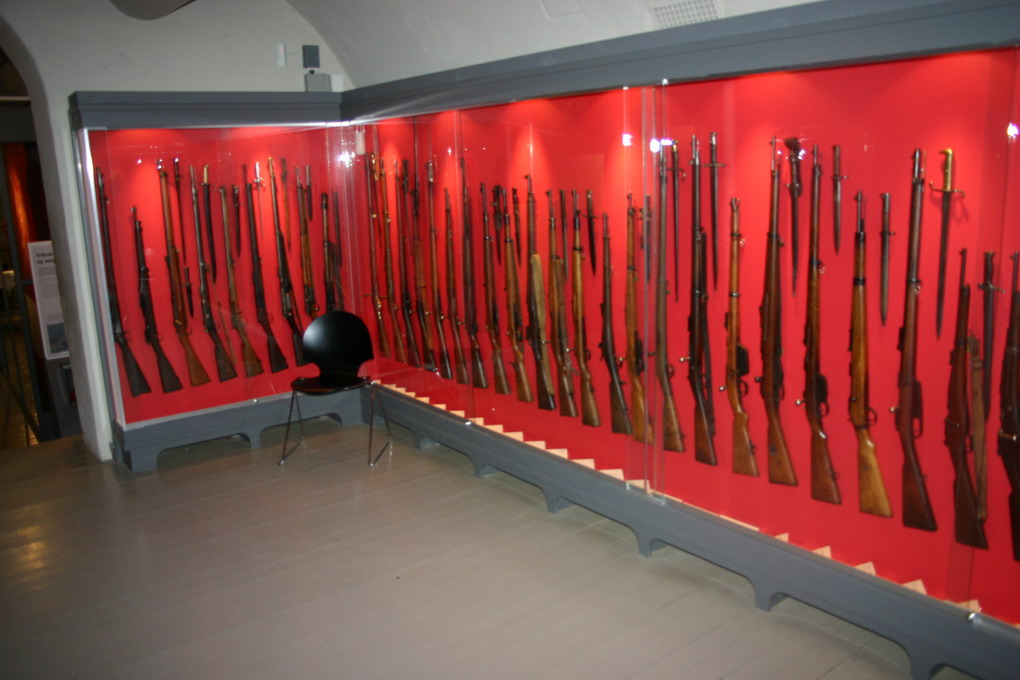
Kolekcja broni w muzeum twierdzy